# Той-фокстерьер
Той-фокстерьер, или американский той-фокстерьер (англ. toy fox terrier), — порода маленьких декоративных собак типа терьер, которая была выведена на основе мелких гладкошёрстных фокстерьеров. Порода была официально признана в США в 1936 году. Собаке в значительной мере несвойственны пороки, характерные для карликовых пород. Собака хорошо сложена, атлетичного вида, квадратного формата, с хорошими пропорциями тела.

## История породы
По одной из версий, происхождение породы начинается с гладкошёрстного фокстерьера по имени Фойлер — первого фокстерьера, зарегистрированного Английским клубом собаководства приблизительно в 1875—1876 гг. Согласно другой версии, порода представляет собой смесь нескольких пород — английского той-терьера, чихуахуа, гладкошёрстного фокстерьера. Лучшие качества этих пород соединились в породе той-фокстерьер.
Порода сформировалась в начале XX века, но официально была признана американским Объединённым кинологическим клубом (UKC) в 1936 и отнесена к группе терьеров. Американский клуб собаководства (AKC) признал породу в 2003 году (группа «той»).

## Внешний вид
Той-фокстерьер — миниатюрная собака атлетического вида с развитой мускулатурой на сильных ногах. Демонстрирует как грацию и проворность, так и силу с выносливостью. Характерные черты включают короткую блестящую и преимущественно белую шерсть. Хвост высоко посажен, может быть коротким или длинным. Заводчики часто купируют хвост спустя несколько дней после рождения, укорачивая его приблизительно на три пятых части (в третьем или четвёртом позвонке). Шерсть короткая. В окрасе преобладает белый цвет. Голова глянцево-чёрного и с оттенками коричневого в области морды. Также существует бело-коричневый с подпалом и бело-рыжий окрас. Варианты окраса по стандарту имеют названия «триколор», «шоколад» и «бело-рыжий». Высота в холке колеблется от 21,5 до 29,2 см, вес — от 1,5 до 3,5 кг.
Порода во многом подобна миниатюрному фокстерьеру.

## Темперамент
Той-фокстерьерам свойственны черты характера как декоративных собак, так и терьеров. Порода обладает проницательным умом, проявляет храбрость, энергична и решительна. Ввиду её происхождения в том числе от маленьких пород собак, характерны небольшой размер и преданность своим владельцам. Эти собаки внимательны и адаптируются практически к любой ситуации, быстро учатся новым командам, их нелегко запугать.
Той-фокстерьер — собака-компаньон. Очень подходит для пожилых людей, так как уход за ней несложен, шерсть не требует дополнительного внимания и затрат времени. Представители данной породы не склонны лаять очень громко, если этому обучить.

## Здоровье

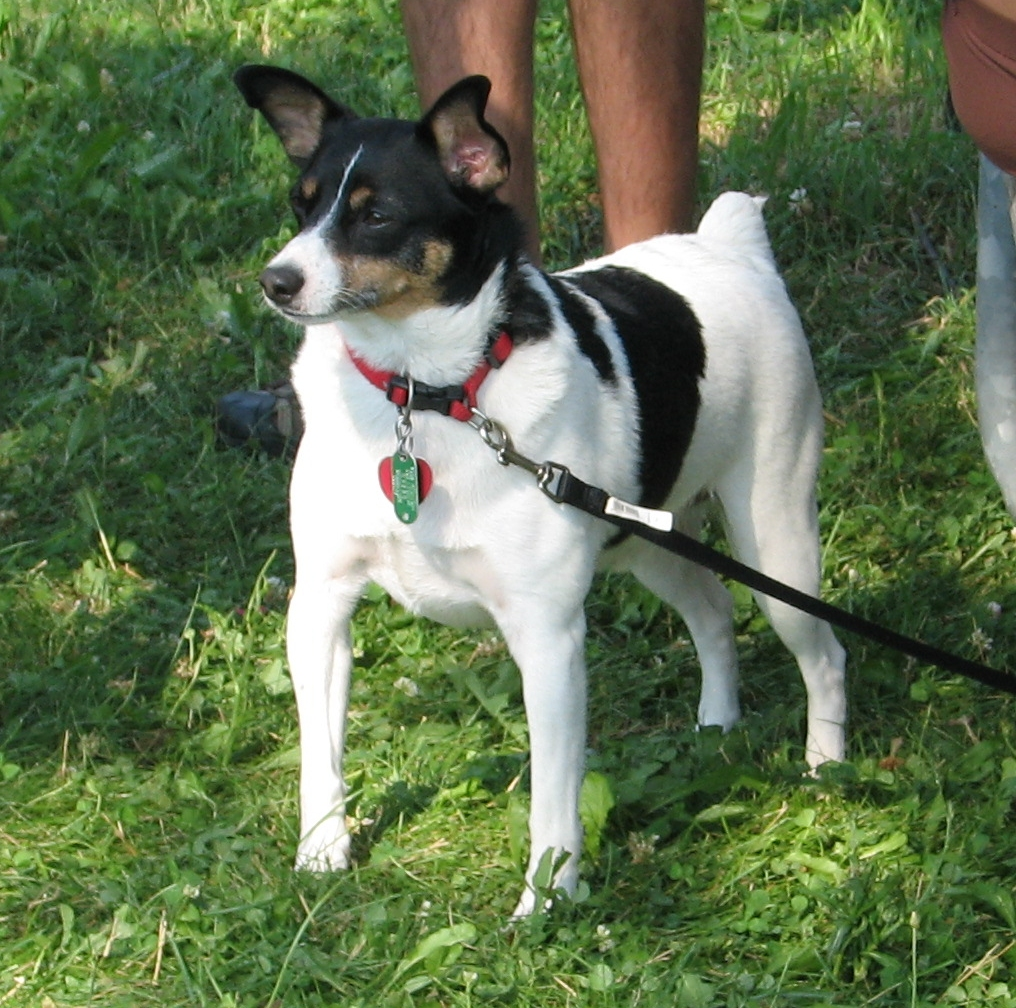
Той-фокстерьер окраса «триколор»

Той-фокстерьер чувствителен к холоду, поэтому необходимо следить, чтобы собака не переохлаждалась. Рекомендована тщательная акклиматизация.
Важно правильно подобрать рацион, так как порода склонна к проявлению аллергии, вызывать которую могут, например, свёкла, кукуруза, пшеница, а также укусы насекомых.
Среди заболеваний, передающихся по наследству, возможны гипотиреоз, дефект Т-клеток (повышенная восприимчивость к инфекциям, особенно к вирусным), вывих атлантоосевого сустава (результат смещения или отделения позвоночного столба между атлантом и осевым позвонком), узкоугольная глаукома, вывих хрусталика глаза, персистирующая зрачковая перепонка (дисгенез мезодермальный), трихиазис (ненормальное расположение ресниц на веках). Иногда могут страдать болезнью Пертеса, болезнью Виллебранда, вывихом коленной чашечки, демодекозом. Продолжительность жизни составляет приблизительно 13—14 лет при должном уходе.

## Содержание и уход
Той-фокстерьер не требует особого ухода, достаточно иногда чистить и расчёсывать шерсть. Для него важны длительные подвижные прогулки  . Если на улице дождь или сильный холод — долго гулять нежелательно. Некоторые заводчики покупают своим питомцам специальные зимние пальто, чтобы собака не промерзла.
В еде неприхотлив, ест немного.
Для предотвращения образования зубного камня, который может привести к пародонтозу, рекомендуется давать той-фокстерьеру дента-кости или игрушки для жевания, также важно регулярно чистить собаке зубы.
Такая порода собаки нуждается в ранней социализации. Важно с самого детства показывать питомцу без грубости и силы, кто в семье вожак, тогда собака приучится к соблюдению необходимых правил поведения.